# WFDC10A
WFDC10A (англ. WAP four-disulfide core domain 10A) – білок, який кодується однойменним геном, розташованим у людей на довгому плечі 20-ї хромосоми. Довжина поліпептидного ланцюга білка становить 79 амінокислот, а молекулярна маса — 8 943.
| 10         |  | 20         |  | 30         |  | 40         |  | 50         |
| ---------- |  | ---------- |  | ---------- |  | ---------- |  | ---------- |
| MAPQTLLPVL |  | VLCVLLLQAQ |  | GGYRDKKRMQ |  | KTQLSPEIKV |  | CQQQPKLYLC |
| KHLCESHRDC |  | QANNICCSTY |  | CGNVCMSIL  |  |            |  |            |

A: Аланін

C: Цистеїн

D: Аспарагінова кислота

E: Глутамінова кислота

G: Гліцин

H: Гістидин

I: Ізолейцин

K: Лізин

L: Лейцин

M: Метіонін

N: Аспарагін

P: Пролін

Q: Глутамін

R: Аргінін

S: Серин

T: Треонін

V: Валін

Кодований геном білок за функціями належить до інгібіторів протеаз, інгібіторів серинових протеаз. 
Секретований назовні.